# Delage Type AK
Der Delage Type AK war ein frühes Personenkraftwagenmodell der französischen Marke Delage.

## Beschreibung
Die nationale Zulassungsbehörde prüfte das Fahrzeug mit der Nummer 3312 und der Motorennummer 302 und erteilte am 14. November 1912 die Genehmigung. Delage bot das Modell von 1913 bis 1915 an. Vorgänger war der Delage Type AH, Nachfolger wurde der Delage Type BK. 
Ein selbst hergestellter Sechszylindermotor vom Typ 6 K trieb die Fahrzeuge an. Er hatte 66 mm Bohrung und 130 mm Hub. Das ergab 2669 cm³ Hubraum. Der Motor war mit 14 Cheval fiscal eingestuft und leistete 27 PS
Das Fahrgestell hatte 1280 mm Spurweite in der Normalausführung und 1380 mm bei der Langversion. Der Radstand betrug 2950 mm bei der kurzen und 3360 mm bei der langen Variante. Einzige bekannte Karosserieform war eine viertürige Limousine. Typisch für die Zeit wäre auch ein viersitziger Torpedo.

## Stückzahlen und überlebende Fahrzeuge
Peter Jacobs vom Delage Register of Great Britain erstellte im Oktober 2006 eine Übersicht über Produktionszahlen und die Anzahl von Fahrzeugen, die noch existieren. Seine Angaben zu den Bauzeiten weichen in einigen Fällen von den Angaben der Buchautoren ab. Stückzahlen zu den Modellen vor dem Ersten Weltkrieg sind unbekannt. Für dieses Modell bestätigt er die Bauzeit von 1913 bis 1915. Es existieren noch zwei Fahrzeuge.

## Auktion
Bonhams versteigerte am 3. September 2004 einen offenen Zweisitzer von 1914 mit dem britischen Kennzeichen LB 9502 für 68.803 Euro.